# Jan Schmidt (Fußballspieler, 1971)
Jan Schmidt (* 8. Februar 1971 in Stollberg) ist ein ehemaliger deutscher Fußballspieler. Er begann seine Karriere zu DDR-Zeiten bei der BSG Wismut Aue und spielte für den Verein in der DDR-Oberliga. Nach der Wiedervereinigung spielte er für den Chemnitzer FC in der 2. Bundesliga.

## Karriere
Zur Saison 1989/90 stieg Jan Schmidt in die DDR-Oberliga-Mannschaft der BSG Wismut Aue auf. Sein Debüt in der höchsten Liga im DDR-Fußball gab er am 17. März 1990 beim Spiel gegen Dynamo Dresden. Beim 1:1-Unentschieden wurde er von Trainer Jürgen Escher in der Startelf aufgeboten. Nach der Wiedervereinigung blieb er Aue treu und spielte bis 1994 für den FC Wismut Aue bzw. FC Erzgebirge Aue. Zur Saison 1994/96 schloss sich Schmidt dem TeBe Berlin an und kehrte nach einer Saison wieder zum FC Erzgebirge Aue zurück.
Zur Saison 1996/97 verließ Jan Schmidt Aue und wechselte zum Ligakonkurrenten Dynamo Dresden. Nach zwei Spielzeiten in Dresden ging er zur Saison 1998/99 zum Chemnitzer FC und steig mit diesen in die 2. Bundesliga auf.  In der Saison In der Winterpause der Saison 1999/00 wurde Schmidt für ein halbes Jahr an den VFC Plauen ausgeliehen. Seine Karriere beendete Jan Schmidt in der Saison 2003/04 beim VfB Leipzig.

## Erfolge
- Meister der Regionalliga Nordost: 1998/99
- Aufstieg in die 2. Bundesliga: 1998/99
- Aufstieg in die Regionalliga Nordost: 1993/94